# Río Gorgote
El río Gorgote, también denominado en su curso alto Audalaz, es un río del sur de la península ibérica perteneciente a la demarcación hidrográfica de las Cuencas Mediterráneas de Andalucía, que discurre en su totalidad por el territorio del centro-oeste de la provincia de Málaga (España). 

## Curso
El río Gorgote nace en el acuífero kárstico de la sierra del Oreganal, dentro del término municipal de Alpandeire. Se nutre de las surgencias de Faraján (16 l/s) y Alpandeire (20 l/s),   recogiendo las aportaciones de los arroyos Benamaya, Audalazar, Foncal, Huertos y Pozancón entre otros. Su cauce realiza un recorrido en dirección norte-sur a lo largo de unos 10 km hasta su desembocadura en el río Genal, en el límite de los términos de Benadalid, Jubrique y Alpandeire. 
Es uno de los mayores aportes del Genal, siendo decisiva para la consolidación de su curso alto y muy importante en periodos de sequía.